# Hojelkazerne

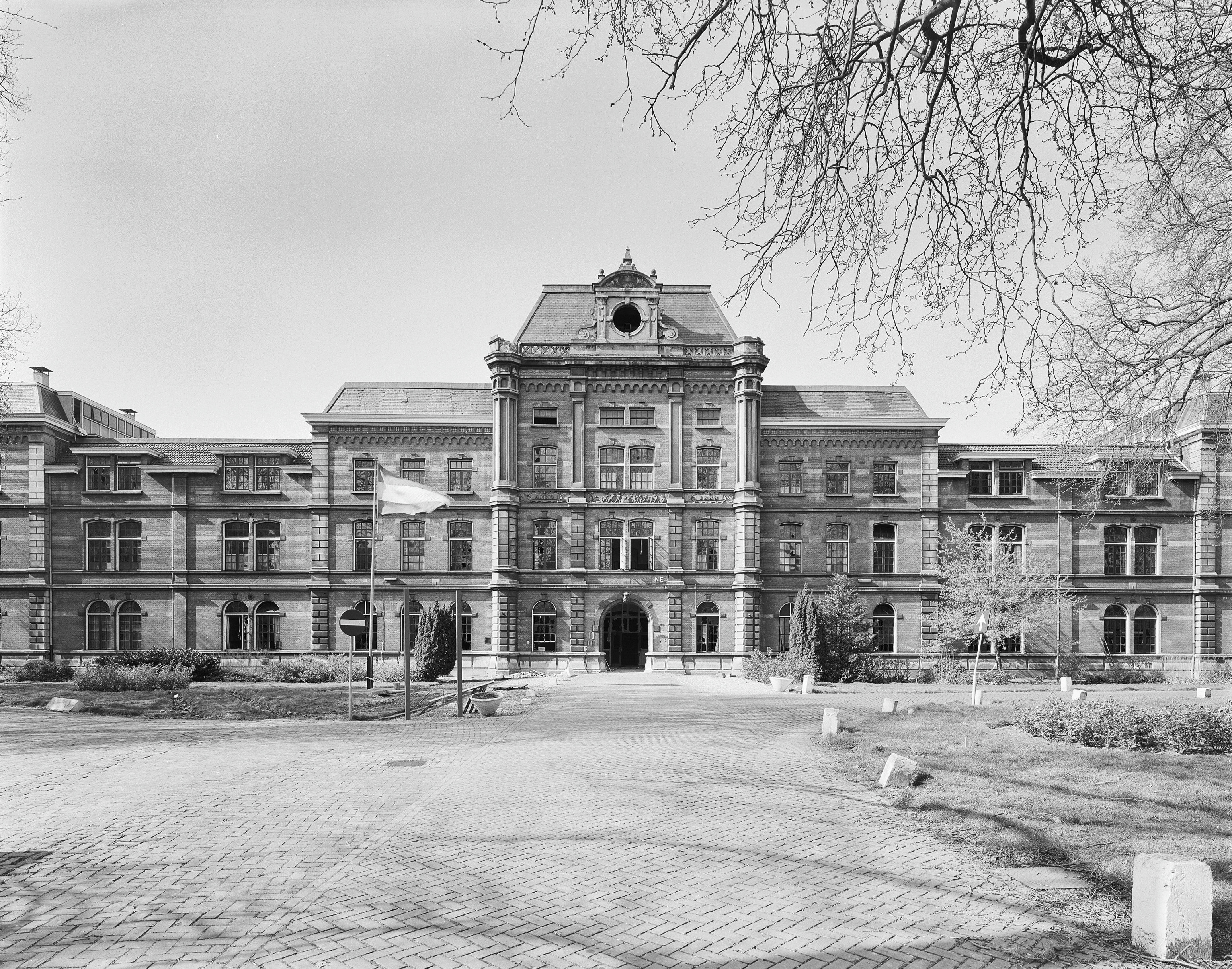
Hojelkazerne kort voor de sloop.

De Hojelkazerne was een kazerne in de Nederlandse stad Utrecht.
De Kazerne der Vestingartillerie werd tussen 1886 en 1889 gebouwd ten westen van de oude binnenstad op de hoek van de (huidige) Croeselaan met de Graadt van Roggenweg. Pas in 1934 kreeg het bouwwerk de naam Hojelkazerne en werd daarmee vernoemd naar de 19e-eeuwse artilleriedeskundige Willem Hojel. De soldatenvakbond VVDM was tussen 1972 en 1988 ook op de Hojelkazerne gevestigd. 
In 1990 is de kazerne gesloopt. De hoofddeuren van de kazerne zijn in Ede bewaard gebleven en zijn nu in bezit van de Historische Collectie Grondgebonden Luchtverdediging in Vredepeel.